# Бросевич, Иосиф Петрович
Иосиф Петрович Бросевич (1896-1958) — советский актёр театра и кино, артист Волковского театра (1942—1957). Заслуженный артист РСФСР (1950).

## Биография
Родился в 1896 году в Нижнем Новгороде.
В 1916 году окончил Ковровское техническое железнодорожное училище. Позже служил актёром в различных театрах Советского Союза. Больше всего Бросевич служил Волковскому театру (1942—1957). Снялся с нескольких эпизодических ролях, в фильме «Фатима» (1958) и «Повесть об одной девушке» (1960). В 1950 году Бросевичу было присвоено звание заслуженного артиста РСФСР, также был награждён Орденом Трудового Красного Знамени.
Скончался в 1958 году. Место смерти и захоронения неизвестно.

## Творчество

#### Роли в Волковском театре[1]
- Мавлон — «Шёлковое сюзанэ» А. Каххара
- Тарас, сторож — «Новые времена» Г. Мдивани
- Пикалов — «Любовь Яровая» К. Тренёва
- Маргаритов — «Поздняя любовь» А. Н. Островского
- Крыжов — «Сомов и другие» М. Горького
- Авдеев — «Девицы-красавицы» А. Симукова
- Арлекин — «Хитрая вдова» К. Гольдони
- Ямпольский — «Огненный мост» Б. Ромашова
- 1-й старик — «Сказка» М. Светлова
- Карпо Карпович — «Не называя фамилий» В. Минко
- Шамраев — «Чайка» А. П. Чехов
- Дед Матвей — «Журбины» О.
- Табачниковой по роману В. Кочетова
- Выпряжкин — «Сердце не прощает» А. Софронова
- Кучумов — «Бешеные деньги» А. Н. Островского
- Дядя Федя — «Персональное дело» А. Штейна
- Терещенко — «Крылья» А. Корнейчука
- Дворник Николай — «Судьба барабанщика» А. Гайдара
- Живота Цвийович — «Доктор…» Б. Нушича
- Богдан Курюков — «Царь Фёдор Иоаннович» А. К. Толстого
- Генри — «Лгунья» М. Мэйо и М. Эннекена

## Звания и награды
- Заслуженный артист РСФСР (1950) — За большие достижения в развитии советского театрального искусства[2].
- Орден Трудового Красного Знамени (1950) — в связи с 200-летием театра[1].